# 多茎委陵菜
多茎委陵菜（学名：Potentilla multicaulis）为蔷薇科委陵菜属的植物。分布于 俄罗斯远东地区、俄罗斯西伯利亚地区、蒙古以及中国大陆的内蒙古、陕西、辽宁、青海、新疆、河北、甘肃、宁夏、山西等地，生长于海拔200米至3,800米的地区，多生于草地、沟谷阴处、生耕地边、向阳砾石坡和疏林下，目前尚未由人工引种栽培。